# Programme des Nations unies pour le contrôle international des drogues
Le Programme des Nations unies pour le contrôle international des drogues (PNUCID ou UNDCP pour United Nations International Drug Control Programme) fait partie de l'Office des Nations unies contre la drogue et le crime.